# Ambrogio Beccaria
Ambrogio Beccaria (Milano, 1º ottobre 1991) è un velista italiano, specializzato in navigazioni oceaniche.

## Biografia
Laureato in Ingegneria nautica, si avvicina alla vela all'età di 14 anni attraverso alcuni corsi estivi in Sardegna. Successivamente, fa le sue prime esperienze su Laser 4000 vincendo un Campionato Italiano e raggiungendo il terzo posto al Campionato Europeo.
Nel 2013 passa alla classe dei Mini 6.50, acquistando dal velista francese Ian Lipinski un Pogo2 danneggiatosi l'anno prima nel corso di una regata oceanica. Dopo cinque mesi di lavoro in cantiere, Beccaria ribattezza la barca "Alla Grande Ambeco" partecipando e vincendo alcune regate del Campionato italiano Mini 650. Nel 2016 conclude in seconda posizione assoluta la regata Les Sables - Azzorre - Les Sables, vincendone anche una tappa con il record assoluto.
Nel 2019 è il primo italiano nella storia della vela a vincere la Mini-Transat, storica competizione in solitaria che attraversa l'Oceano Atlantico a bordo di piccoli natanti della lunghezza di 6,50 metri.
A maggio 2022 lancia il suo nuovo progetto, in collaborazione con Pirelli e Mapei, da cui nascerà "Alla Grande Pirelli", un Class40 di ultima generazione sviluppato interamente in Italia. Il 9 novembre 2022, a bordo della nuova imbarcazione Beccaria prende parte alla storica transatlantica Route du Rhum che conclude il 23 novembre dopo 14 giorni 7h 23m 48sec, classificandosi al 2º posto della sua classe e al 36° della generale, unico velista "non francese" a piazzarsi su un podio della regata.
Ad aprile 2022 partecipa in equipaggio con il velista Alberto Riva e Gianluca Guelfi, tra i progettisti della stessa "Alla Grande Pirelli", alla Dèfi Atlantique. Il team conclude la regata in seconda posizione assoluta (somma del 2º posto ottenuto nella prima tappa e 4° nell'arrivo finale a La Rochelle).
Il 9 giugno 2023 taglia per primo il traguardo della CIC Normandy Channel Race, in equipaggio con il velista Kévin Bloch, vincendo con il tempo di 4 giorni, 15 ore, 3 minuti e 1 secondo. A giugno dello stesso anno partecipa come membro dell'equipaggio nel team Holcim PRB all'ultima tappa della The Ocean Race, la cui edizione si conclude con l'arrivo, per la prima volta in Italia, nella città di Genova.
Beccaria fa parte della nuova "onda oceanica italiana", una definizione creata dalla stampa italiana in occasione della Transat Jacques Vabre 2023 per evidenziare il successo di una nuova generazione di navigatori oceanici italiani attualmente impegnati in alcune delle più importanti regate oceaniche del mondo. Insieme a Beccaria, sono parte di questo movimento Giancarlo Pedote, Alberto Bona, Andrea Fornaro, Pietro Luciani e Alberto Riva.
Il 23 novembre 2023 vince la Transat Jacques Vabre nei Class40, portando per la seconda volta una barca italiana a riuscire in tale impresa dopo il successo di Giovanni Soldini e Pietro D’Alì con "Telecom Italia" nel 2007.
Nel dicembre 2023 è protagonista del podcast di Matteo Caccia, prodotto da Radio24, in cui racconta un anno a bordo della sua imbarcazione durante la partecipazione a due delle più importanti regate atlantiche della vela mondiale la “Rotta del rhum” e la “Rotta del caffè”.
A maggio 2024 partecipa alla Transat CIC (conosciuta in precedenza come Ostar), traversata in solitario da Lorient a New York, tagliando per primo in traguardo nella categoria con un tempo di 11 giorni, 16 ore 17 minuti e 55. Beccaria è il secondo italiano a vincere questa regata dopo Giovanni Soldini. Nell'estate dello stesso anno partecipa come soccorritore a una missione della nave "Life Support" di Emergency operante nel Mediterraneo centrale e, sempre con la ONG italiana, partecipa alla regata Barcolana in equipaggio con altri velisti italiani.
Il 14 ottobre 2024 comunica la fine della sua collaborazione con Pirelli, annunciando inoltre il suo ingresso nella classe IMOCA 60 con l'obiettivo di qualificarsi e partecipare alla prossima edizione del Vendée Globe.
Ad aprile 2025 nasce il nuovo progetto "Allagrande Mapei Racing" con l'acquisto dell'imbarcazione, ex Vulnerable, del velista francese Thomas Ruyant. Il primo impegno ufficiale di Beccaria a bordo dell'Imoca è stata la The Ocean Race Europe 2025.

## Risultati principali
| Anno | Regata                            | Tipo imbarcazione | Posizione | Note |
| ---- | --------------------------------- | ----------------- | --------- | ---- |
| 2024 | Transat CIC                       | Class 40          | 1°        |      |
| 2023 | Transat Jacques Vabre             | Class 40          | 1°        |      |
| 2023 | CIC Normandy Channel Race         | Class 40          | 1°        |      |
| 2023 | Dèfi Atlantique                   | Class 40          | 2°        |      |
| 2023 | RORC Caribbean 600                | Class 40          | 2°        |      |
| 2022 | Route du Rhum                     | Class 40          | 2°        |      |
| 2022 | CIC Normandy Channel Race         | Class 40          | 1°        |      |
| 2021 | Les Sables - Horta - Les Sables   | Class 40          | 3°        |      |
| 2019 | Mini-Transat                      | Mini 6.50         | 1°        |      |
| 2016 | Les Sables - Azzorre - Les Sables | Mini 6.50         | 2°        |      |

## Riconoscimenti
- Nel 2019, e poi ancora nel 2020, vince il premio "Velista dell'anno TAG Heuer”.
- Nel 2020 viene insignito dell'Ambrogino d'oro, in passato assegnato anche ai velisti Giovanni Soldini e Ambrogio Fogar.